# Alejandro Rodríguez Apolinario
Alejandro Rodríguez Apolinario, conegut com a Apolinario, (La Laguna, 1 d'octubre de 1892 - Madrid, 28 d'octubre de 1972) fou un futbolista canari de la dècada de 1910.

## Trajectòria
Va jugar un partit amb el Sevilla Balompié (actual Real Betis el novembre de 1909 cedit pel Recreativo de Huelva. Ja amb el Recreativo disputà el Campionat d'Andalusia-Extremadura d'aquella temporada. Després jugà al Madrid FC, club amb el que disputà el Campionat d'Espanya. Fou futbolista de la Real Sociedad Gimnástica de Madrid durant la temporada 1911-12, en la qual fou campió regional de Madrid i arribà a la final del Campionat d'Espanya, que va perdre davant el FC Barcelona. El Barcelona l'incorporà a la seva plantilla per la temporada 1912-13, en la qual fou titular de l'equip i guanyà tots els títols en joc, el Campionat de Catalunya, el d'Espanya i la Copa dels Pirineus. En la final del Campionat d'Espanya marcà un dels gols de la victòria (l'altre fou obra de Berdié). La temporada següent defensà els colors de l'Universitary SC, on jugà fins 1916. El seu darrer club fou el Gran Canaria SC.
Durant la Segona República Espanyola es presentà com a candidat per la província de Las Palmas a les eleccions de febrer de 1936, pel partit de centre. Finalment no fou escollit.

## Palmarès
- Campionat Regional Centre:
  - 1911-12
- Copa espanyola:
  - 1912-13
- Campionat de Catalunya de futbol:
  - 1912-13
- Copa dels Pirineus:
  - 1912-13